# André Filho (dublador)
André Pereira dos Santos Filho (Rio de Janeiro, 21 de dezembro de 1946 – Rio de Janeiro, 14 de março de 1997) foi um ator, dublador, locutor e cantor brasileiro.

## Biografia
Nascido na cidade do Rio, começou sua carreira no rádio aos 16 anos e logo passou a fazer dublagem de filmes, séries e desenhos animados. André morreu em 1997, vítima de complicações de saúde relacionadas à AIDS.

### Dublagem
Ingressou na dublagem em 1962, trabalhando em estúdios como BKS, Herbert Richers, VTI, Telecine e Peri Filmes. Dublando atores como Christopher Reeve, Sylvester Stallone, Robert Wagner, Burt Reynolds, Sean Connery e Steve Martin. em desenhos dublou o personagem Sebastião em A Pequena Sereia.

## Lista de trabalhos

### Filmes
| Ator/Personagem    | Filme/Serie                                                           |
| ------------------ | --------------------------------------------------------------------- |
| Sylvester Stallone | Trilogia Rambo, Rocky, Rocky II e Rocky III                           |
| Christopher Reeve  | Superman                                                              |
| Roger Moore        | 007 - Live and Let Die (Herbert Richers), 007 - O Espião Que Me Amava |
| Sean Connery       | 007 - Só se Vive Duas Vezes, Indiana Jones e a Última Cruzada         |

### Desenhos
| Ator/Personagem | Filme/Serie              |
| --------------- | ------------------------ |
| Seymour Skinner | Os Simpsons (Recorrente) |
| Sebastião       | A Pequena Sereia         |